# Pierre-Emile Højbjerg
Pierre-Emile Højbjerg (Kopenhagen, 5 augustus 1995) is een Deens voetballer die doorgaans als middenvelder speelt. Hij tekende in augustus 2020 een contract tot medio 2025 bij Tottenham Hotspur, dat circa £ 15.000.000 voor hem betaalde aan Southampton. Højbjerg debuteerde in 2014 in het Deens nationaal elftal.

## Clubcarrière
Højbjerg speelde in de jeugd voor BK Skjold, FC Kopenhagen en Brøndby IF. Hij zat in maart 2013 voor het eerst op de bank bij het eerste team van FC Bayern München, dat die dag tegen Bayer Leverkusen speelde. Højbjerg maakte op 13 april 2013 zijn profdebuut voor de Duitse club, tegen FC Nürnberg. Hij viel die dag in voor Xherdan Shaqiri. Hij was toen 17 jaar en 251 dagen oud, waarmee hij de jongste debutant in de geschiedenis van Bayern München werd. Het vorige record stond op naam van David Alaba, die bij zijn debuut vier dagen ouder was.
Bayern verhuurde Højbjerg in januari 2015 voor een half jaar aan FC Augsburg, maar verlengde tegelijkertijd ook zijn contract van medio 2016 tot medio 2018. Hij eindigde een half jaar later als vijfde in de Bundesliga met zijn tijdelijke club. Bayern verhuurde Højbjerg in augustus 2015 vervolgens voor een jaar aan FC Schalke 04. Ook daarmee werd hij vijfde.
Højbjerg verliet Bayern München in juli 2016 definitief en tekende een contract tot medio 2021 bij Southampton, de nummer zes van de Premier League in het voorgaande seizoen. Hier werd hij de eerste aankoop van de dan net aangestelde coach Claude Puel. De Engelse club betaalde 15 miljoen euro voor hem. Højbjerg kwam in zijn eerste twee seizoenen bij Southampton ieder tot ruim twintig wedstrijden in de Premier League. Hij werd in het seizoen 2018/19 een vaste basisspeler. Coach Ralph Hasenhüttl benoemde Højbjerg in december 2018 tot aanvoerder.
In 2020 stapte hij over naar Tottenham Hotspur. Die club verhuurde hem in het seizoen 2024/25 aan Olympique Marseille.

## Clubstatistieken
| Seizoen         | Club              | Competitie      | Competitie | Competitie | Beker | Beker | Internationaal | Internationaal | Totaal | Totaal |
| Seizoen         | Club              | Competitie      | Wed.       | Dlp.       | Wed.  | Dlp.  | Wed.           | Dlp.           | Wed.   | Dlp.   |
| --------------- | ----------------- | --------------- | ---------- | ---------- | ----- | ----- | -------------- | -------------- | ------ | ------ |
| 2012/13         | Bayern München    | Bundesliga      | 2          | 0          | 0     | 0     | 0              | 0              | 2      | 0      |
| 2013/14         | Bayern München    | Bundesliga      | 7          | 0          | 2     | 0     | 0              | 0              | 9      | 0      |
| 2014/15         | Bayern München    | Bundesliga      | 8          | 0          | 1     | 0     | 3              | 0              | 12     | 0      |
| 2014/15         | → FC Augsburg     | Bundesliga      | 16         | 2          | 0     | 0     | –              | –              | 16     | 2      |
| 2015/16         | Bayern München    | Bundesliga      | 0          | 0          | 1     | 0     | 0              | 0              | 1      | 0      |
| 2015/16         | → Schalke 04      | Bundesliga      | 23         | 0          | 1     | 0     | 6              | 0              | 30     | 0      |
| 2016/17         | Southampton       | Premier League  | 22         | 0          | 7     | 0     | 6              | 0              | 35     | 0      |
| 2017/18         | Southampton       | Premier League  | 23         | 0          | 5     | 1     | –              | –              | 28     | 1      |
| 2018/19         | Southampton       | Premier League  | 31         | 4          | 2     | 0     | –              | –              | 33     | 4      |
| 2019/20         | Southampton       | Premier League  | 33         | 0          | 4     | 0     | –              | –              | 37     | 0      |
| 2020/21         | Tottenham Hotspur | Premier League  | 30         | 1          | 5     | 0     | 9              | 0              | 44     | 1      |
| 2021/22         | Tottenham Hotspur | Premier League  | 12         | 2          | 2     | 0     | 4              | 1              | 18     | 3      |
| Carrière totaal | Carrière totaal   | Carrière totaal | 195        | 7          | 28    | 1     | 24             | 0              | 247    | 8      |

Bijgewerkt op 21 november 2021

## Interlandcarrière
Højbjerg kwam zesmaal uit voor Denemarken –16. Hij wist vijf keer te scoren in achttien wedstrijden voor Denemarken –17. Daarna was hij actief bij Denemarken –19, waarvoor hij één doelpunt maakte in drie wedstrijden. Hij debuteerde op woensdag 28 mei 2014 onder leiding van bondscoach Morten Olsen in de nationale ploeg van Denemarken, in een oefeninterland thuis tegen Zweden (1-0), net als Jonas Knudsen. Zijn eerste interlanddoelpunt volgde op 7 september 2014. Hij schoot toen de 1–1 binnen in een met 2–1 gewonnen kwalificatiewedstrijd voor het EK 2016 thuis tegen Armenië. Na zijn 21e interland in oktober 2016 (tegen Montenegro), werd Højbjerg ruim twee jaar niet meer geselecteerd door bondscoach Age Hareide. Diezelfde Hareide haalde hem in oktober 2018 terug bij de nationale ploeg. Højbjerg werd op 30 mei 2024 door Kasper Hjulmand opgenomen in de Deense selectie voor het EK 2024 in Duitsland. Denemarken speelde in de groepsfase gelijk tegen Slovenië, Engeland en Servië, waarna het in de achtste finales werd uitgeschakeld door gastland Duitsland (2–0). Højbjerg kwam op het toernooi in iedere wedstrijd in actie.

## Trivia
Højbjerg bezit ook een Frans paspoort. Zijn moeder is half Frans.

## Erelijst
| Wereldkampioen clubteams | 1x | 2013             |
| Kampioen Bundesliga      | 2x | 2012/13, 2013/14 |
| DFB-Pokal                | 1x | 2013/14          |

1 Rulli ·
3 Merlin ·
5 Balerdi  ·
6 Garcia ·
7 Carboni ·
8 Maupay ·
9 Wahi ·
10 Greenwood ·
11 Harit ·
12 De Lange ·
13 Cornelius ·
14 Moumbagna ·
17 Rowe ·
18 Meïté ·
19 Kondogbia ·
20 Brassier ·
21 Rongier ·
22 Sternal ·
23 Højbjerg ·
24 Mughe ·
25 Rabiot ·
29 Lirola ·
34 Nadir ·
36 Blanco ·
37 Soglo ·
44 Henrique ·
48 Abdallah ·
51 Koné ·
62 Murillo ·
99 Mbemba ·
Coach: De Zerbi
· Assistent-coach: Abardonado
1 Schmeichel ·
2 Andersen ·
3 Vestergaard ·
4 Kjær  ·
5 Mæhle ·
6 Christensen ·
7 Skov ·
8 Delaney ·
9 Braithwaite ·
10 Eriksen ·
11 Skov Olsen ·
12 Dolberg ·
13 Jørgensen ·
14 Damsgaard ·
15 Nørgaard ·
16 Lössl ·
17 Larsen ·
18 Wass ·
19 Wind ·
20 Poulsen ·
21 Cornelius ·
22 Rønnow ·
23 Højbjerg ·
24 Jensen ·
25 Christiansen ·
26 Boilesen ·
Coach: Hjulmand
1 Schmeichel ·
2 Andersen ·
3 Nelsson ·
4 Kjær  ·
5 Mæhle ·
6 A. Christensen ·
7 Jensen ·
8 Delaney ·
9 Braithwaite ·
10 Eriksen ·
11 Skov Olsen ·
12 Dolberg ·
13 Kristensen ·
14 Damsgaard ·
15 Nørgaard ·
16 O. Christensen ·
17 Larsen ·
18 Wass ·
19 Wind ·
20 Poulsen ·
21 Cornelius ·
22 Rønnow ·
23 Højbjerg ·
24 Skov ·
25 Lindstrøm ·
26 Bah ·
Coach: Hjulmand
1 Schmeichel ·
2 Andersen ·
3 Vestergaard ·
4 Kjær  ·
5 Mæhle ·
6 Christensen ·
7 Jensen ·
8 Delaney ·
9 Højlund ·
10 Eriksen ·
11 Skov Olsen ·
12 Dolberg ·
13 Jørgensen ·
14 Damsgaard ·
15 Nørgaard ·
16 Hermansen ·
17 Kristiansen ·
18 Bah ·
19 Wind ·
20 Poulsen ·
21 Hjulmand ·
22 Rønnow ·
23 Højbjerg ·
24 Dreyer ·
25 Kristensen ·
26 Bruun Larsen ·
Coach: Hjulmand